# NGC 3216
NGC 3216 é uma galáxia elíptica (E) localizada na direcção da constelação de Leo. Possui uma declinação de +23° 55' 24" e uma ascensão recta de 10 horas, 21 minutos e 41,2 segundos.
A galáxia NGC 3216 foi descoberta em 10 de Abril de 1785 por William Herschel.